# LGM-25C Titan II
El Titan II fue un misil balístico intercontinental (ICBM) desarrollado por Glenn L. Martin Company a partir del anterior misil Titan I. El Titan II fue diseñado y utilizado originalmente como un misil balístico intercontinental, pero luego se adaptó como un vehículo de lanzamiento espacial de carga media (estas adaptaciones fueron designadas Titan II GLV y Titan 23G) para transportar cargas útiles a la órbita terrestre para la Fuerza Aérea de los Estados Unidos (USAF), la NASA y Administración Nacional Oceánica y Atmosférica (NOAA). Esas cargas útiles incluían el Programa de Satélites Meteorológicos de Defensa (DMSP) de la USAF, los satélites meteorológicos de la NOAA y las cápsulas espaciales tripuladas del Programa Gemini de la NASA. Los SLV (vehículos de lanzamiento espacial) Titan II modificados se lanzaron desde la base de la Base Vanderberg de la Fuerza Espacial estadounidense, California, hasta 2003.